# جون ماربرجر
جون ماربرجر (بالإنجليزية: John Marburger)‏ (و. 1941 – 2011 م) هو فيزيائي، وعالم، وعالم نووي، وبروفيسور (أستاذ جامعي) من الولايات المتحدة الأمريكية . ولد في جزيرة ستاتن .
وهو عضو في الحزب الديمقراطي الأمريكي .
توفي في بورت جفرسون .بسبب ورم لمفي .

## التعليم
تعلم في جامعة برنستون، وجامعة ستانفورد.وتحصل على شهائد جامعية دكتوراه.

## مناصب وهيئات
أدار جامعة جنوب كاليفورنيا.